# جاکشی

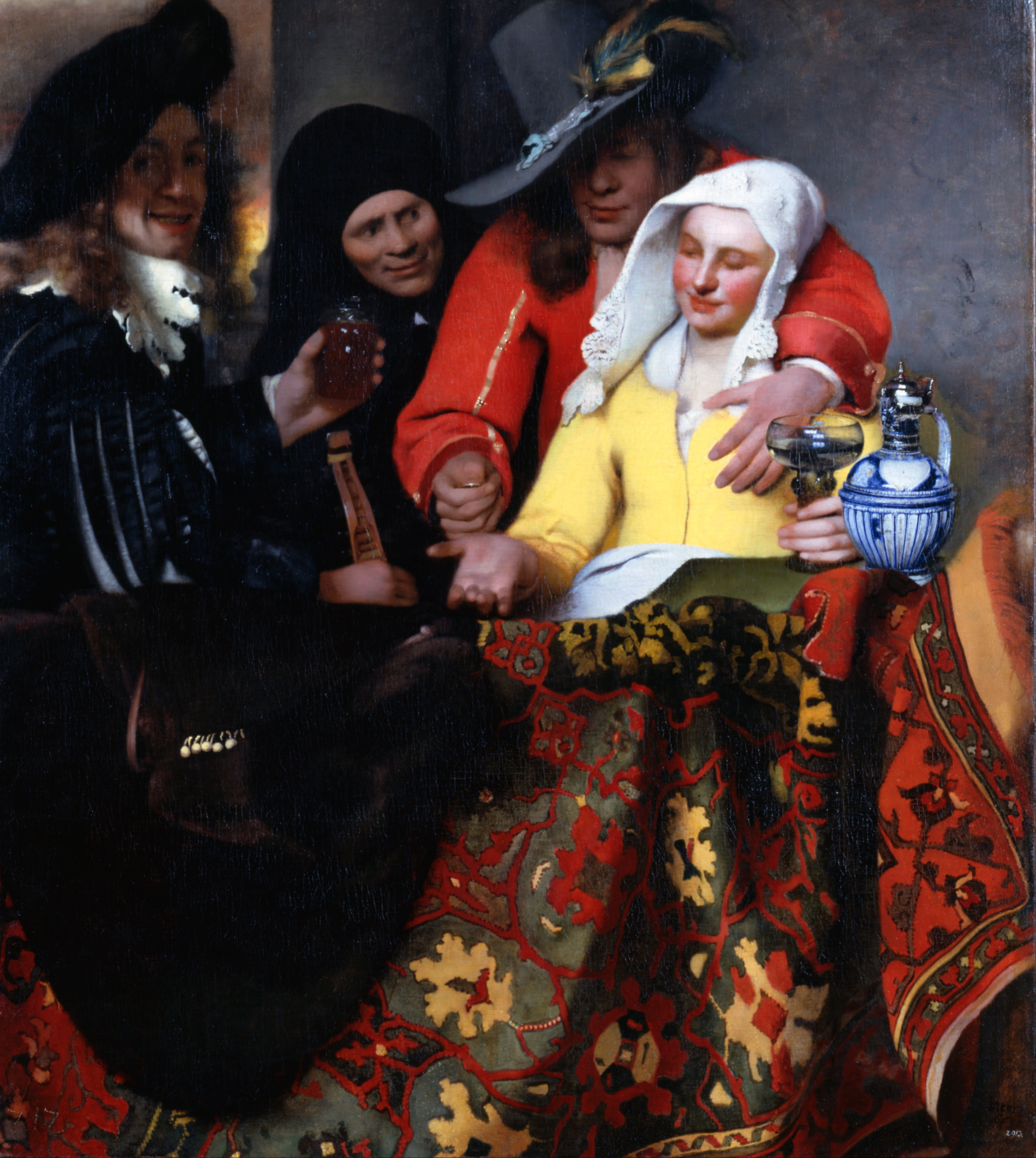
قواد، نام اثری از یوهانس فرمیر به‌سال ۱۶۵۶ میلادی. این اثر اکنون در مالکیت گمالده‌گالری قرار دارد.

قَوّاد، جاکِش یا دلال محبت فردی است که در برابر کسب درآمد، برقراری آمیزش جنسی را فراهم و امکان‌پذیر می‌کند. جاکش، این کار را از طریق مرتبط کردن فرد متقاضی رابطهٔ جنسی با کارگر جنسی یا با فراهم‌کردن محلی برای انجام سکس انجام می‌دهد. در فرهنگ مردمی، منتسب کردن فردی به «جاکشی» یا «قوادی»، گفته‌ای فحش و توهین‌آمیز به‌حساب می‌آید.

## تاریخچه جاکشی
در انگلستان دوران ارباب‌رعیتی قراردادی وجود داشت که بر اساس آن شخص اموال یک لرد را اجاره گرفته و بهای اجاره را با تهیه کردن زنان جوان برای لذت او می‌پرداخت. به این اشخاص (Pimp) گفته می‌شد. البته این واژه از ۱۶۰۰سال پیش در اشاره به اشخاصی که برای روسپیان مشتری می‌یافتند، به کار می‌رفت و امروزه نیز به معنای «جاکش» به کار می‌رود.

## جرم
قوادی در بیشتر فرهنگ‌ها و مذاهب کاری ناپسند شمرده می‌شود و در بسیاری از قوانین کیفری آن را جرم دانسته‌اند؛ قانون مجازات اسلامی ایران در مواد ۱۳۵ تا ۱۳۸ خود به این موضوع پرداخته است و آورده است؛
«حد قوادی برای مرد هفتاد و پنج تازیانه و تبعید از محل به مدت ۳ ماه تا یک سال است و برای زن فقط هفتاد و پنج تازیانه است.»
در سال ۲۰۰۴ نیز دادگاهی در جورجیا، آمریکا دو قواد را مجرم شناخت و دادگاه تجدیدنظر نیز این حکم را تأیید کرد
در ایتالیا هم مواد ۵۳۱ تا ۵۳۶ قانون مجازات و دو مصوبه دیگر پارلمان در ۲۰ فوریه ۱۹۵۸ و ۳ اوت ۱۹۹۸ به جرم قوادی پرداخته‌اند

## قوادی در ادبیات
زندگی یک قواد دستمایه خلق برخی از آثار ادبی بوده است. در اینجا به برخی از آثاری که یک قواد شخصیت اصلی آن‌ها بوده است، اشاره می‌شود؛
- رمان عشق سال‌های وبا اثر گابریل گارسیا مارکز[۶]
- داستان کوتاه بشکه جادویی اثر برنارد مالامود[۷]

## واژه‌های مشابه
- «قرمساق» مردی که زنش را برای دریافت پول وادار به زنای محصنه می‌کند.[۸]
- به کردی دیوث مرد بی‌غیرت یا مردی که زنش زنای محصنه می‌کند.
- در زبان عربی جنوب ایران و عراق و کردی منطقه کردستان ایران و عراق از واژه «گَوّاد» به معنای قرمساق به کار می‌رود که در واقع حرف گ جایگزین حرف ق در واژهٔ قواد شده است.[۹][۱۰][۱۱]